# Leptogomphus perforatus
Leptogomphus perforatus – gatunek ważki z rodziny gadziogłówkowatych (Gomphidae).